# Марко Стојановић (сценариста)
Марко Стојановић (Лесковац, 17. мај 1978) српски је стрипски сценариста, публициста, преводилац, издавач и организатор Балканске смотре младих стрип аутора у Лесковцу.
Најпознатији је по стрипском серијалу „Вековници“.

## Стрипографија

### „Макс Дебрис“
- „Макс Дебрис 1“, цртеж Тони Радев, сценарио Ђорђе Милосављевић и Марко Стојановић, Бумеранг, бр. 2, Суботица, 2000.
- Макс Дебрис: Исповест Правог кривотворитеља, стрипски албум, цртеж Т. Радев, сценарио Ђ. Милосављевић и М. Стојановић, издавач СИИЦ и Пресинг, Ниш, 2001.
- „Макс Дебрис, Исповест Правог кривотворитеља“, цртеж Т. Радев, сценарио Ђ. Милосављевић и М. Стојановић, колор, Политикин Забавник, бр. 2837–2840, Београд, 2006.

### „Вековници“
За више података видети главни чланак Вековници
Колорни албуми А4 формата, у боји:
- Реквијем (I). 2007.  978-86-84687-47-2.
- Пасји животи (II). 2008.  978-86-84687-55-7.
- Прах. 2009.  978-86-84687-59-5.
- Пепео (IV). 2010.  978-86-84687-72-4.
- Бајка и друге истине (0). 2011.  978-86-84687-78-6.
- Духови у боци (V). 2012.  978-86-84687-96-0.

Осим у албумској форми, „Вековници“ и подсеријал „Бескрвни“ објављивани су и у часописима у Србији, Македонији, Босни и Херцеговини и Румунији: Стрипотека, Политикин Забавник, Стрип Пресинг, Киша, Стрип Креатор, Парабелум, Стрип Ревија и BDC.

### „Бескрвни“
- Мртва стража, „Систем Комикс“, Београд. 2011.  978-86-84687-90-8. (А4 формат, црно-бело)[4]

## Награде и признања (избор)
Стрипови из серијала „Вековници“ и „Бескрвни“ освојили су петнаестак награда. Важније су:
- Награда за најбоље остварење у домену класичног стрипа, Међународни салон стрипа, Београд, 2008.[5]
- , Међународни салон стрипа, Велес, 2009.
- Награда часописа Стрипотека, 2011.
- Награда за најбоље домаће стрипско издање, за нулти албум „Вековника“, Бајка и друге истине, Међународни салон стрипа, Београд, 2010.